# 四十物光男
四十物 光男（あいもの みつお、1946年12月1日 - 2023年6月5日）は、日本の脚本家。富山県出身。立教大学卒業。

## 作品
ドラマ
- 太陽にほえろ!
- 江戸特捜指令
- 隠し目付参上
- 俺たちは天使だ!
- 爆走!ドーベルマン刑事
- 刑事犬カール

アニメ
- ルパン三世 (TV第2シリーズ)
- 星銃士ビスマルク
- ゴールドライタン
- がんばれ!キッカーズ

人形劇
- 人形劇 三国志